# Grmljavinska oluja u Jugoistočnoj Europi 19. srpnja 2023.
Jaka grmljavinska oluja pogodila je Jugoistočnu Europu 19. srpnja 2023. godine. Pripadala je superćelijskim olujama, pri čemu je bila oblikovana kao luk (tzv. bow echo), što je pridonijelo njenom intenzitetu.

## Tijek
Dana, 19. srpnja 2023. jaka superćelijska grmljavinska oluja prouzročila je velike štete od vjetra i kiše u skoro cijeloj Sloveniji, središnjoj, sjevernoj i istočnoj Hrvatskoj, sjevernoj i sjeveroistočnoj Bosni i Hercegovini, sjevernoj i središnjoj Srbiji. Smrtno je stradalo šest osoba: četiri u Hrvatskoj (dvije u Zagrebu, jedna u Cerniku u Brodsko-posavskoj županiji i dežurni vatrogasac u Tovarniku u Vukovarsko-srijemskoj županiji), jedna u blizini Bledskog jezera u Sloveniji, te jedna u Brčkom u Bosni i Hercegovini. Puno ih je ozlijeđeno, među njima najmanje 60 u Zagrebu, od kojih 10 teško. 
Oluja je uzrokovala veliku štetu od vjetra i kiše i nestanak električne energije u dijelovima Slovenije, sjeverne Hrvatske, sjeverne i sjeveroistočne Bosne i Hercegovine i sjeverne Srbije. Vjetrovi od 115 km/h zabilježeni su u Zračnoj luci u Zagrebu, a preko 100 km/h u Beogradu i Srijemskoj Mitrovici u Srbiji. Hrvatska Državna automatizirana meteorološka stanica u blizini Županje zabilježila je udar vjetra od oko 180 km/h, dok je u Bosni i Hercegovini Državna automatizirana meteorološka stanica u Šamcu (gdje je proglašeno vanredno stanje zbog vremenske nepogode) i Brčkom zabilježila rekordne udare uraganskog vjetra od 180 – 190km/h koji je čupao drveće iz korijena, lomio i nosio krovove sa objekata, nosio saobraćajne znakove, otkidao kupole sa crkvi itd. Oluja se brzo kretala, pogodivši Zagreb oko 16 sati, a Beograd oko 20 sati. U Zagrebu je palo 20 – 35 mm kiše unutar 10 minuta.
U poslijepodnevnim satima 21. srpnja slično nevrijeme zahvatilo je zapadnu, središnju i sjevernu Hrvatsku, dio Italije, sjeverozapadnu, sjevernu i sjeveroistočnu Bosnu i Hercegovinu i sjevernu Srbiju, a najveću štetu nanijelo je Istri i Rijeci, gdje je sedam osoba ozlijeđeno, a jedna se vodila kao nestala. Naknadno je pogodilo Zagreb s udarima vjetra do 80 km/h, srušivši više stabala, zaustavivši tramvajski promet i oštetivši i zgradu Hrvatskog sabora. U Srbiji su zabilježena tri smrtna slučaja. U Novom Sadu je u središtu grada uništeno poznato stablo koprivića (lat. Celtis australis), staro više od 150 godina, prvorazredna prirodna baština, kojem je bilo smrskano deblo. Ogromna poljoprivredna i materijalna šteta nije zaobišla ni BiH, gdje je već u prvoj oluji uništen trud ljudi a u drugoj samo još dodatno. 

## Odjek
Vlada Republike Hrvatske 23. srpnja 2023. godine izdala je priopćenje o „Inicijalnih 20 milijuna eura za sanaciju šteta od najveće oluje koja je Hrvatsku pogodila od sredine 19. stoljeća”, a prema tumačenju DHMZ-a grmljavinska oluja je po intenzitetu i razmjerima bila najveća na području Hrvatsku otkako postoje meteorološka mjerenja. Štete na šumama pogođenih područja su katastrofalne. Najveća šteta u povijesti hrvatskih šuma zabilježena je na području državnih šuma kojima gospodari poduzeće Hrvatske šume d.o.o. i to u Upravi šuma Podružnica Vinkovci gdje je olujno nevrijeme nanijelo ogromne štete sastojinama, objektima i strojevima. Prema podatcima sa satelitskih snimaka radi se o drvnoj zalihi oštećenih stabala od gotovo 2,7 milijuna m3 na površini od blizu 62 400 hektara.